# Cremastosperma brevipes
Cremastosperma brevipes là loài thực vật có hoa thuộc họ Na. Loài này được (DC. ex Dunal) R.E.Fr. mô tả khoa học đầu tiên năm 1939.